# NGC 3376
NGC 3376 (другие обозначения — UGC 5891, MCG 1-28-7, ZWG 38.13, KARA 443, NPM1G +06.0259, PGC 32231) — галактика в созвездии Секстант.
NGC 3376 составляет пару с NGC 3356, в то же время в каталоге NASA эти галактики разделяет 15 миллионов световых лет.
Этот объект входит в число перечисленных в оригинальной редакции «Нового общего каталога».